# No Use for a Name
No Use for a Name fue un grupo estadounidense de punk rock, proveniente de San José, California. La banda se formó en 1987 y fue fundada por Tony Sly (guitarrista y vocalista) y Rory Koff (baterista) en Sunnyvale (California). Fue un grupo influyente en la escena del punk rock. En sus comienzos, los temas musicales y canciones tendían al hardcore, mientras que a finales de los años 1990 su música hizo un giro hacia un estilo notoriamente más melódico y cercano al pop. 
La banda anunció su separación en septiembre de 2012, tras la muerte del vocalista Tony Sly.

## Historia

### Inicios
En menos de un año de trabajo, lograron participar en el compilado Turn It Around que realizó el Fanzine Maximum Rock N Rol, con la canción "Gang Way".
En 1988 realizan la primera edición independiente, para el sello Woodpecker Records: Un EP (de 7") con 4 canciones producido por Andy Earnst.

### 1990–1999
En 1990 editaron otro EP llamado Let 'Em Out, de 4 temas y también producido por Andy Earnst. Un dato anecdótico de la producción de este EP es que apareció en el mercado en 17 colores diferentes en vinilo.
Poco después se unió al grupo Chris Dodge, inicialmente como cantante, convirtiéndoele el grupo en un cuarteto.
Chris deja temporalmente la banda y tras su partida, el grupo terminó de grabar Incognito, el primer disco LP de la banda, editado para el sello New Red Archives, producido por Brett Gurewitz guitarrista de Bad Religion y dueño de la discográfica Epitaph.
En 1992 grabaron Don't Miss the Train, en este momento se reincorpora al grupo Chris Dodge, pero ya no como cantante, sino como guitarrista. Este disco los acercó al sonido de bandas como NOFX, Pennywise y Bad Religion.
Sin embargo, poco después de finalizada la grabación de Don't Miss the Train, Chris Dodge abandonó definitivamente el grupo. En su reemplazo ingresó a No Use for a Name la guitarrista Robin Pfefer para la grabación del álbum The Daily Grind. Este álbum tuvo un éxito notoriamente mayor que el de los discos anteriores. Asimismo, grabar para el sello Fat Wreck Chords extendió la difusión de su álbum, a través de la inclusión de la canción «Feeding The Fire» en el compilado Fat Music For Fat People.
Poco tiempo después, Robin se retiró de la banda, incorporándose en su reemplazo el guitarrista, Ed Gregor, quien a su vez tampoco tendría una permanencia estable.
En 1994 la banda viajó a Canadá para dar su primer concierto fuera de Estados Unidos. Más Tarde sacaron a la venta Leche Con Carne, el cual contiene 12 canciones, y un bonus track: Un mix de varias canciones clásicas de la década de 1970 y 1980.
Entre los años 1995 y 1996, el grupo participó en varios compilados: TV Sucks para Wolverine Records, Punk Sucks para Liberation, How To Start a Fight para Side One Dummy, Show & Tell Compialtion y Survival Of The Fattest para Fat Wreck Chords.
En este período, hubo nuevos cambios en la composición del grupo: Ingresa el guitarrista Chris Shiflett, reemplazando a Ed Gregor, y Matt Riddle, en lugar de Steve Papoutsis. En esta nueva constelación de miembros, la banda grabó un EP que contenía la canción SideWalk (que más tarde sería regrabado para estar en Making Friends) con un exmiembro de la banda "Soda".
En 1997 entraron a estudio y grabaron Making Friends, álbum que contiene 12 temas y varios Bonus Tracks de covers: "Beth" de Kiss, "Peter The Cat", "Bagpiping". En este mismo año realizaron su primera gira mundial. Además de participar en festivales como el Warped Tour y el Bizzarre Festival, grabaron una versión de The Vapors, que se encuentra en el compilado Before You Were Punk.
Otros compilados en los que han participsdo: Physical Fatness para Fat Wreck Chords, Return Of The Read Menace (Con una versión de Misfits, Hybrid Moments) para G7 Welcome Committee Records, A Compilation Of Warped Music 1998 para Side One Dummy, y el Music To Kill For, de 1999, también para Side One Dummy.
En octubre de 1999 la banda grabó More Betterness! Una semana antes de partir hacia un Tour Mundial, Chris Shiflett dejó el grupo, en menos de un mes recibió una invitación para tocar en Foo Fighters. Rápidamente, sería reemplazado por Dave Nassie, quedando así la formación actual con Rory Koff en batería, Tony Sly en voz y guitarra, Matt Riddle en bajo y voz y Dave Nassie en guitarra. En este año se edita el compilado Live In The Fat Lane para Fat Wreck Chords,

### 2000–2006
En el año 2000 salió a la venta un EP llamado The NRA Years que contenía varios temas de Incognito y de Don't Miss the Train, y todos los temas de Death Doesn't Care. También ese mismo año se editó el compilado "Another Round Of Golf Vol. 2", para Golf Records.
En el año 2001, entran en el compilado "A War With Society" (Lumberjack), hay 2 canciones de sus primeros 2 álbumes. También grabaron una versión de Enjoy The Silence de Depeche Mode, para Vans Warped Tour Compilation 2001.

Aparece una canción de More Betterness! en el Live Fat, Die Young (Fat Wreck Chords). Ese año grabaron su primer álbum oficial en vivo, Live in a Dive: No Use for a Name, en Los Ángeles, California, el álbum les dio aún más reconocimiento por parte del público, y con un sonido prácticamente idéntico al de sus discos de estudio. A finales de ese año, Fat Wreck Chords reedita Incognito y Don't Miss The Train. En el año 2002 se edita el álbum Hard Rock Bottom, con la canción "Dumb Reminders", con un video muy polémico. Ese mismo año tocan en el escenario principal del Warped Tour, y más tarde se unen a un Tour mundial con la banda Sum 41

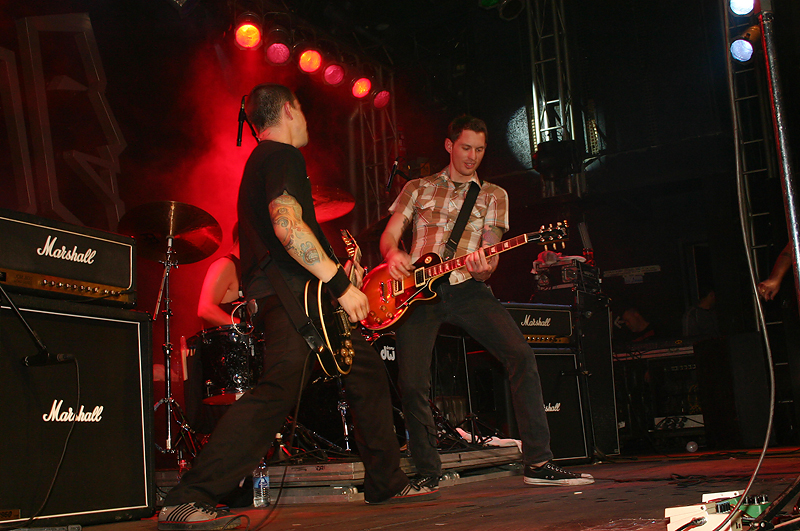
No Use for a Name en concierto en 2006.

Entre el 2002 y el 2003 se editaron varios materiales en DVD con videos de ellos, como el Kung Fu Secret Weapons, el Cinema Beer Goggles, el Peep Show III, el Warped Tour Live 2002 Video Compilation, y el Punk Rock Summer Camp. También participaron en varios compilados, como el Uncontrollable Flatulence, "Rock Against Bush Vol. 2" (2004), nuevamente NRA (New Red Archives) puso 3 de sus temas viejos en un disco compilado triple llamado "Hardcore Breakout, 1, 2, 3...".
En 2005 sacan Keep Them Confused, que saldría un par de meses después, ganando muchos fanes, pero perdiendo otros por su sonido más acercado al pop. Ese mismo año participaron con 5 temas para un Film llamado Cake Boy, uno de ellos cantado por Matt, el bajista. Realizaron un tour por Japón.
En el 2006 editaron un 7 Pulgadas llamado "The Edge Sessions" que contenía los temas «Justified Black Eye», e «History Defeats» (que luego colocarían como bonus track en su Recopilatorio). Participan en un tributo a Sublime llamado "Forever Free", grabando una versión de la canción Badfish. Hicieron un Tour por USA y Canadá.

### 2007–2012
Comenzaron el año 2007 haciendo una gira por Japón, y luego viajaron a Sudamérica, presentando su recopilatorio All the Best Songs que contenía 2 canciones nuevas («History Defeats» y «Stunt Double») además de 24 temas viejos, algunos remasterizados como Coming Too Close.
En abril de 2008 sacan The Feel Good Record of the Year, disco que los fanes consideran la síntesis de su vieja etapa (hasta "Making Friends") con su nueva etapa (a partir de "More Betterness!"). Su primer sencillo es Biggest Lie, canción que abre el disco y que fue filtrada por internet un mes antes de la salida del disco.
Para mediados del 2009, Dave Nassie deja la banda y da su último concierto por la gira en Europa y Asia, para enrolarse con la banda de metal Bleeding Through. Y es así como Tony Sly se propone buscar un nuevo guitarrista, y consigue que se una Chris Rest, guitarrista de Rich Kids on LSD y de Lagwagon.
A principios de 2011 se da a conocer en el MySpace de la banda la salida del baterista Rory Koff, quien es remplazado por Boz Rivera, baterista de Mad Caddies, Rich Kids on LSD y The Others entre otras bandas.
El martes 31 de julio de 2012 falleció Tony Sly, vocalista, guitarrista y líder de la banda. Aún se desconoce el motivo de su muerte.
El 8 de septiembre de 2012, Matt Riddle anunció en un concierto homenaje a Tony Sly la disolución definitiva de la banda. Según Riddle: «Esto ha sido todo, este ha sido el último concierto de la historia de No Use For A Name. Nadie quiere hacer esto sin Tony».

## Miembros
| Formación final - Tony Sly – voces (1989–2012); guitarra rítmica (1993–2012); guitarra principal (1987–1992) - Chris Rest – guitarra principal (2009–2012) - Matt Riddle – bajo, coros (1996–2012) - Boz Rivera – batería, percusión (2011–2012) | Miembros anteriores - John Meyer – voces (1986–1987) - Ramon Gras – voces (1986–1988) - Doug Judd – voces (1986–1987) - Chris Dodge – guitarra principal (1986); guitarra rítmica (1986–1987, 1991–1992); voces (1988–1989) - Steve Papoutsis – bajo (1986–1995); coros (1988–1995) - Rory Koff – batería, percusión (1986–2011) - Robin Pfefer – guitarra principal (1993) - Ed Gregor – guitarra principal (1993–1995) - Chris Shiflett – guitarra principal (1995–1999) - Dave Nassie – guitarra principal (1999–2009) |

Línea de tiempo

## Discografía
| Álbumes de estudio - 1990: Incognito - 1992: Don't Miss the Train - 1995: ¡Leche Con Carne! - 1997: Making Friends - 1999: More Betterness! - 2002: Hard Rock Bottom - 2005: Keep Them Confused - 2008: The Feel Good Record of the Year Álbumes recopilatorios - 2000: The NRA Years - 2007: All the Best Songs Álbumes en vivo - 2001: Live in a Dive: No Use for a Name EP - 1988: Homónimo - 1989: You Bug Me - 1990: Let 'Em Out - 1992: Death Doesn't Care - 1993: The Daily Grind - 2005: Black Box | Videos musicales - 1995: "Soulmate" de ¡Leche Con Carne! - 1999: "Why Doesn't Anybody Like Me?" de More Betterness! - 2002: "Dumb Reminders" de Hard Rock Bottom - 2005: "For Fiona" de Keep Them Confused - 2008: "Biggest Lie" de The Feel Good Record of the Year - 2008: "Pacif Standard Time" de The Feel Good Record of the Year Warped Tour - 1998: A Compilation Of Warped Music - 2000: World Warped III Live - 2001: Vans Warped Tour Compilation 2001 - 2002: Vans Warped Tour Compilation 2002 - 2003: Vans Warped Tour Compilation 2003 - 2005: Vans Warped Tour Compilation 2005 |